# Bersjad
Bersjad (Oekraïens: Бершадь) is een stad en gemeente in de Oekraïense oblast Vinnytsja op de grens van het midden en westen van Oekraïne. De stad is de hoofdplaats van het gelijknamige gemeente Bersjad en telde in 2020 12.552 inwoners. Bersjad ligt in een heuvelachtig landschap aan de noordzijde van de rivier de Dochna in de historische landstreek Podolië.
De stad ligt hemelsbreed ongeveer 241 km ten zuidwesten van Kiev, over de weg is het 287 km.

## Geschiedenis

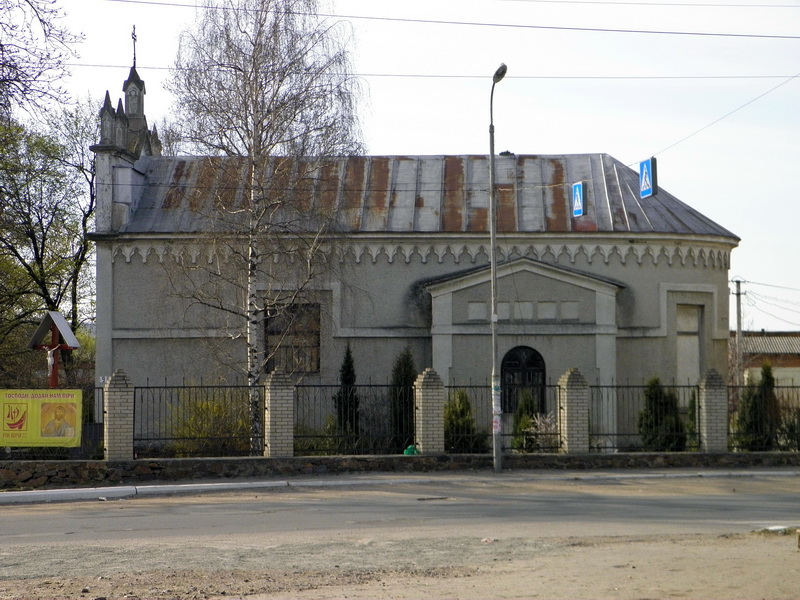
Rooms-katholieke St. Stanislauskerk in Bersjad, daterend uit 1819

De stad Bersjad staat sinds 1459 bekend als een fort met een zes meter hoge wal aan de zuidgrens van het Groothertogdom Litouwen. In de 15e-16e eeuw werd de plaats door Tataren verwoest. Van 1672–1674 en van 1675–1699 was de stad een deel van het Osmaanse Rijk. De Ottomanen behielden de stad tot 1686 (in naam tot 1699). De stad werd tussen 1686 en 1699 afwisselend door de Turken en de Polen ingenomen en vernield.
Na de Tweede Poolse Deling in hetzelfde jaar bestormden Russische troepen de stad. De plaats ging behoren tot het Keizerrijk Rusland als onderdeel van het gouvernement Podolië.
Het getto van Bersjad werd na de bezetting van het gebied als uitvloeisel van het nazistische antisemitisme door het Roemeense leger aangewezen als verplicht woonoord. De Roemenen besloten Bersjad om te vormen tot een getto waarin Joden werden samengedreven. In totaal werden er 25.000 mensen naar het getto gedeporteerd. In augustus 1942 verbleven er nog tienduizend Joden in het getto. De situatie verbeterde nadat een Joodse organisatie uit Boekarest werd toegestaan hulp te verlenen. Er kwam een ziekenhuis, een apotheek, een gaarkeuken en een weeshuis.

## Taal
Het Oekraïens wordt beheerst door 96% van de bevolking in Bersjad. Voor 70% van de bevolking is het ook de spreektaal; 20% spreekt in het dagelijks leven Russisch en 9% spreekt Pools.